# Kiritimati
Kiritimati (czyt. kirismas; Wyspa Bożego Narodzenia) – największa z 33 wysp stanowiących państwo Kiribati, położona na Pacyfiku.
Wyspa zajmuje powierzchnię 642 km², w tym 388 km² stanowi powierzchnię lądową, co stanowi 70% całego obszaru lądowego kraju. Resztę powierzchni stanowi wewnętrzna laguna nazywana Wielką Laguną. Równocześnie ludność wyspy stanowi tylko 4,5% ludności kraju.

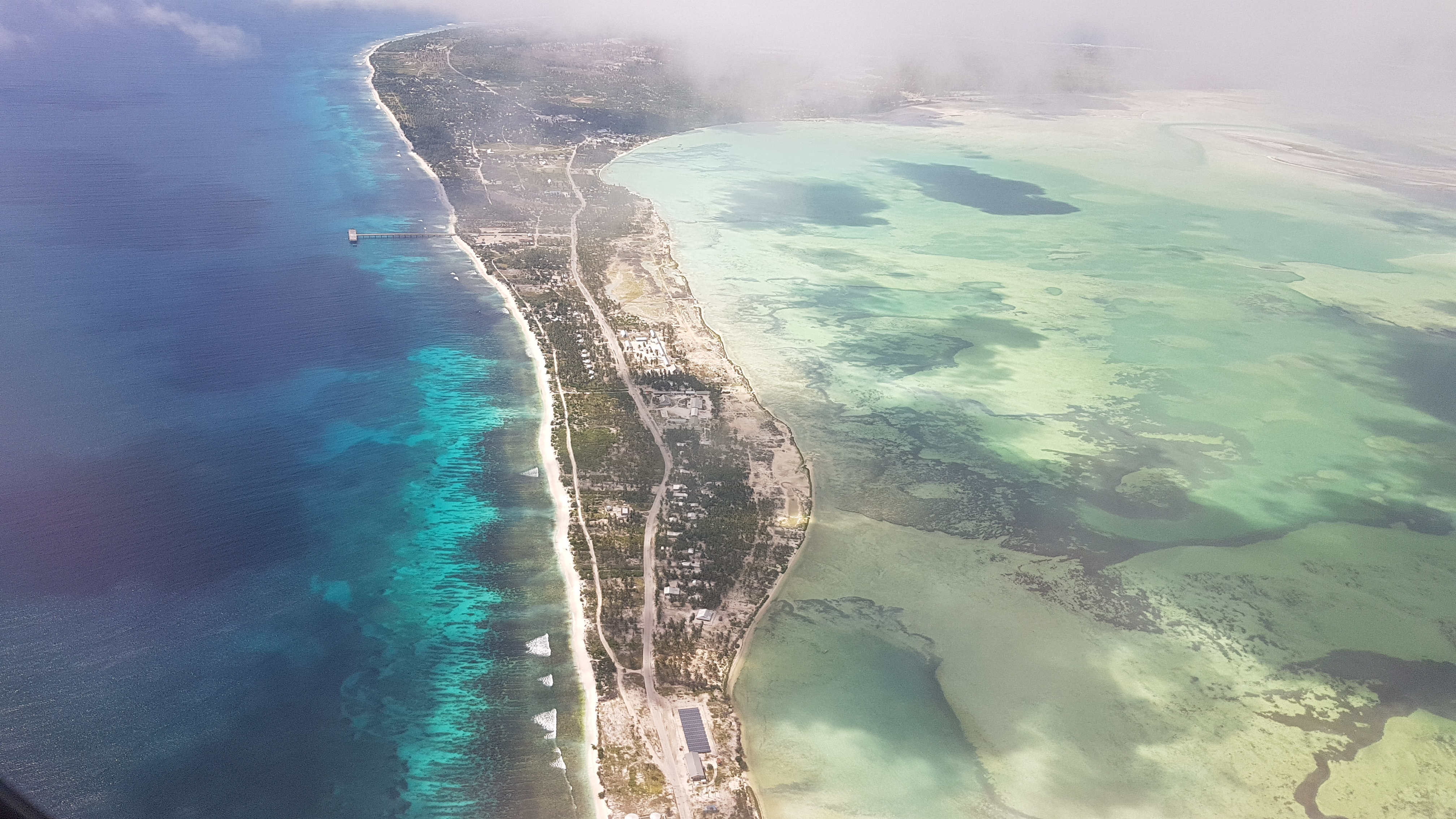
Fragment atolu z północną częścią miasta London na pierwszym planie

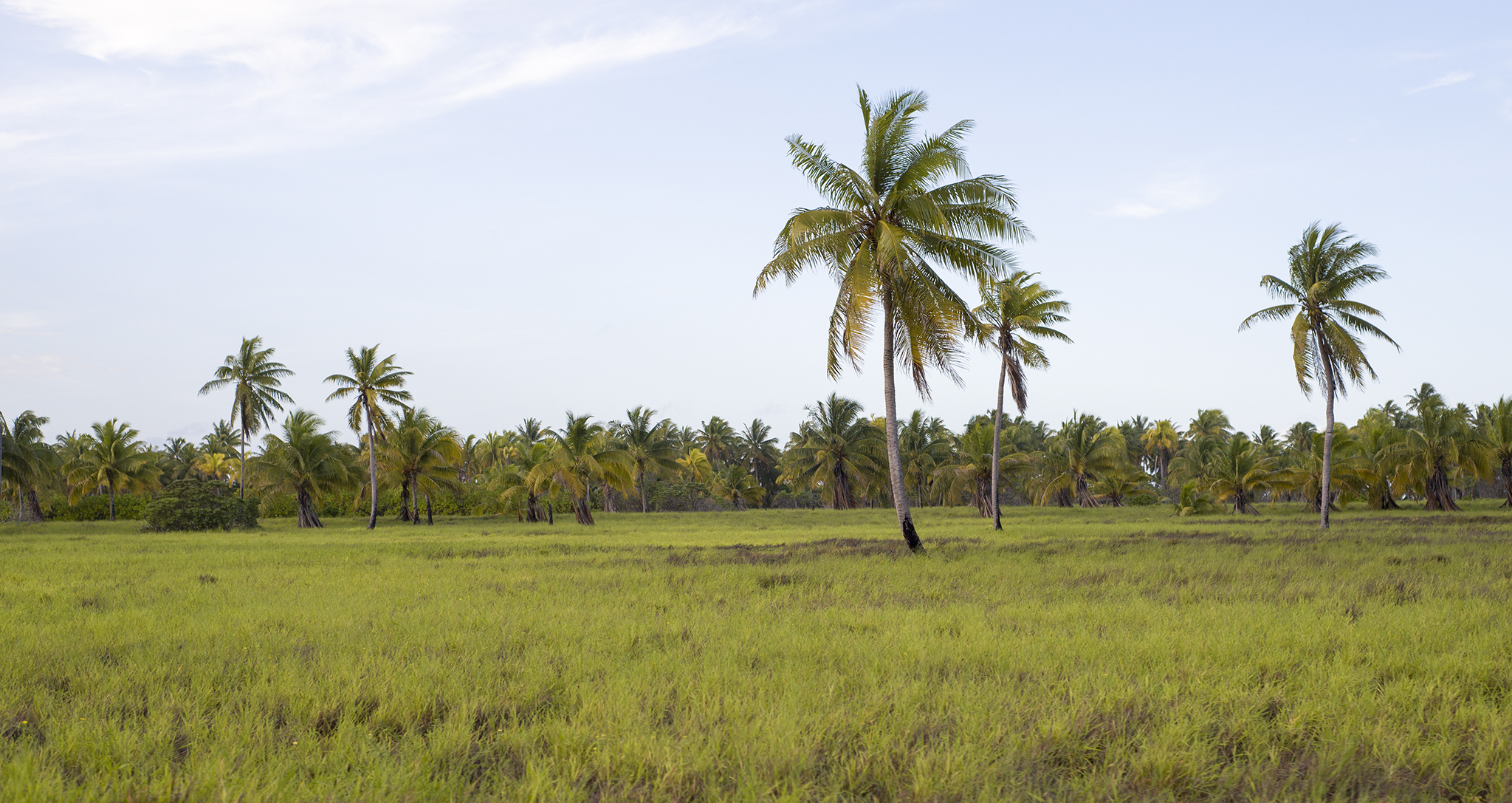
Krajobraz Kiritimati

Niemal wszystkie wyspy należące do Kiribati (z wyjątkiem jednej) to atole – wyspy koralowe. Kiritimati jest nie tylko największym atolem wchodzącym w skład tego państwa, lecz także największym atolem (jeśli wziąć pod uwagę powierzchnię lądową) oraz największą wyspą koralową na świecie.
Wyspa leży prawie na samym równiku, a tuż obok na wschód przebiega linia zmiany daty. Mieszkańcy Kiritimati pierwsi witają każdy nowy dzień kalendarzowy i każdy nowy rok. Kilka pobliskich atoli w kierunku południowo-wschodnim jest nieco bliżej linii zmiany daty, a wśród nich atol Caroline (ang. Millennium Island), jednak są to atole niezamieszkane.
Atol należy do najważniejszych terenów lęgowych w strefie tropikalnej. Regularnie gniazduje tutaj około 25 milionów rybitw czarnogrzbietych.
Laguna atolu już częściowo wyschła i w dużej mierze zamknięta. Specyficzną atrakcją turystyczną Kiritimati jest kąpiel z meduzami, które na skutek odcięcia od oceanu nie mają naturalnych wrogów, a co za tym idzie – parzydełek.

## Historia
Żeglarz i odkrywca James Cook dowodząc statkami Discovery i Resolution wylądował na wyspie w przeddzień Bożego Narodzenia 24 grudnia 1777, dlatego 2 stycznia 1778 roku nazwał ją Wyspą Bożego Narodzenia. Zastał wyspę bezludną, zasiedloną przez dziesiątki milionów ptaków. Badania archeologiczne wskazują na ponawiane czasowe zamieszkiwanie wyspy przez różnych ludzi poprzez tysiąclecia.
W latach 1956–1958 na Wyspie Bożego Narodzenia, gdy była jeszcze kolonią, Wielka Brytania przeprowadziła próby nuklearne z użyciem bomb wodorowych pod kryptonimem Operation Grapple, w wyniku których ucierpiało ok. 300 mieszkańców wyspy i wielu uczestniczących żołnierzy, zarówno z Wysp Brytyjskich, jak i stowarzyszonych w Brytyjskiej Wspólnocie z Fidżi. W 2005 jedna z poszkodowanych mieszkanek wyspy, Suitupe Kiritome, złożyła w Europarlamencie petycję, w której obwinia Wielką Brytanię o niepoczynienie żadnych starań w celu ewakuacji mieszkańców z zagrożonego rejonu i domaga się w imieniu poszkodowanych zapewnienia stałej opieki medycznej, zwłaszcza kontrolnych badań mogących wykryć wczesne stadia chorób nowotworowych.
Łącznie w latach 1956–1958 Wielka Brytania wykonała 9 próbnych wybuchów nuklearnych bomb wodorowych w atmosferze nad Kiritimati lub, początkowo, nad pobliskim atolem Malden, w ramach Operation Grapple.
Próby nuklearnych detonacji bomb wodorowych były kontynuowane na wyspie przez Stany Zjednoczone w latach 1962–1964 w ramach Operation Dominic I do czasu wejścia w życie ugody o zaprzestaniu prób nuklearnych w atmosferze. Ponad 24-krotnie detonowano bomby wodorowe nad terenem wyspy lub w okolicach, wszystkie przeprowadzone w atmosferze.
Według ustaleń wojska amerykańskiego, wykonanych po latach, wyspa jest mniej skażona, niż typowe miasta USA.

## Zaludnienie
Według spisu ludności z 2020 roku na Kiritimati mieszkało 7369 osób. Na wyspie znajdują się cztery wsie − Tabwakea (3522 mieszkańców), London (1986 mieszkańców), Banana (1458 mieszkańców), Poland (403 mieszkańców) oraz niezamieszkałe ruiny wsi Paris.

## Lotnictwo i niedoszłe kosmodromy
Na wyspie, opodal Banany, funkcjonuje port lotniczy Cassidy (ang.: Cassidy International Airport) z 2100-metrową asfaltobetonową drogą startową i cotygodniowym rejsowym międzylądowaniem na trasie pomiędzy Nadi na Fidżi a Stanami Zjednoczonymi: Honolulu na Hawajach. Jest to jedyne lotnisko w Kiribati z rejsowym połączeniem z USA.
Również na wyspie Kiritimati znajduje się duże opuszczone lotnisko Aeon (ang.: Aeon Airfield), które miało stanowić port docelowy zaniechanego japońskiego wahadłowca kosmicznego Hope-X. Lokalizacja wyspy prawie na równiku (współrzędne geograficzne: 1°53′N 157°24′W/1,883333 -157,400000) nadaje jej bardzo dobre warunki dla działania kosmodromu. Już w latach 50. Wernher von Braun zaproponował użytkowanie wyspy dla kosmicznych lotów załogowych.

## Ptactwo
Atol należy do najważniejszych terenów lęgowych w strefie tropikalnej. Na wyspie rozpoznano ponad 35 gatunków ptaków. Regularnie gniazduje tutaj około 25 milionów rybitw czarnogrzbietych. Każdego roku na wyspę przylatują tysiące rybitw tropikalnych, by odbyć lęgi. Na Kiritimati istnieje największa znana kolonia burzyków brunatnych. Wyspa jest zarazem jednym z ostatnich terenów lęgowych oceannika białogardłego oraz petrela polinezyjskiego. Spośród wielu innych ptaków odbywających tu lęgi można wymienić głuptaki – maskowe, białobrzuche i czerwononogie – a także faetony czerwonosterne, rybitwy brunatne oraz fregaty.